# Jevhen Braslavets
Jevhen Anatolijovytj Braslavets (ukrainska: Євген Анатолійович Браславець), född den 11 september 1972 i Dnepropetrovsk, är en ukrainsk seglare.
Han tog OS-guld i 470 i samband med de olympiska seglingstävlingarna 1996 i Atlanta.